# Théorie de la dominance sociale
 (décembre 2024).
Si vous disposez d'ouvrages ou d'articles de référence ou si vous connaissez des sites web de qualité traitant du thème abordé ici, merci de compléter l'article en donnant les références utiles à sa vérifiabilité et en les liant à la section « Notes et références ».
La théorie de la dominance sociale (TDS) – Social Dominance Theory (SDT) en anglais – est une théorie de psychologie sociale mise au point en 1992 par Jim Sidanius et Felicia Pratto. La TDS part du constat empirique que les sociétés à surplus économique s’organisent selon un système de hiérarchie fondée sur les groupes et que cette stratification sociale a pour conséquence une répartition inégalitaire des ressources. Aussi, la théorisation a pour objectif d’expliquer les mécanismes à l’œuvre dans la production et le maintien du système de hiérarchie sociale fondée sur les groupes. Selon la TDS, la hiérarchie sociale prend appui sur une structure trimorphique, c’est-à-dire une stratification sociale recoupant trois critères : l’âge, le genre et un ensemble de système arbitraire. L’ensemble de système arbitraire est l’ensemble des groupes culturellement construits (race, ethnie, religion, etc.) soumis à la stratification sociale. À partir de ces observations, la TDS pose que le système hiérarchique fondé sur les groupes prospère grâce à trois processus : la discrimination individuelle agrégée, la discrimination institutionnelle agrégée et l’asymétrie comportementale. Enfin, d’après la TDS, le système hiérarchique basé sur les groupes fait face à des forces contradictoires, c’est-à-dire à des influences renforçant l’organisation hiérarchique (Hierarchy-Enhancing) et à des influences atténuant le système de stratification (Hierarchy-Attenuating). Ces influences sont motivées par les individus eux-mêmes, c’est-à-dire selon leur degré d’adhésion à l’inégalité sociale. Cette adhésion ou non-adhésion au système hiérarchique est mesurée par l’Orientation de Dominance Sociale (ODS) – Social Dominance Orientation (SDO) en anglais.
Ainsi, un sujet d’origine américaine aux États-Unis, en faisant partie d’un groupe dominant, sera plus à même de bénéficier de certaines ressources que sont les valeurs sociales positives – marché de l’emploi, soins de santé qualitatifs, poste d’autorité – que son homologue d’origine africaine. Aussi le sujet issu d’un groupe subalterne – les personnes noires aux États-Unis – sera pour sa part davantage soumis à des valeurs sociales négatives : mauvaise alimentation, soins de santé médiocre, sanctions sociales sévères (emprisonnement), etc. Le groupe social des sujets blancs étant dominant au regard de la hiérarchie sociale basée sur les groupes, le sujet privilégié aura une tendance à adhérer à ce système qui lui est profitable et ainsi à avoir une Orientation de Dominance Sociale (ODS) forte l’amenant à adhérer à des mythes légitimateurs – racisme, sexisme – qui vont eux-mêmes renforcer la hiérarchie en place (Hierarchy-Enhancing). 

## Les observations de base de la théorie de la dominance sociale: la hiérarchie des groupes sociaux

### Le système de hiérarchie basée sur les groupes
La Théorie de la Dominance Sociale (TDS) a pour observation de base que toutes les sociétés à surplus économique sont organisées selon un système de hiérarchie de groupe. Cette organisation de dominance sociale s’institue par la présence d’un ou plusieurs groupes dominants monopolisant l’essentiel des ressources ou valeurs sociales positives (pouvoir, richesse, autorité) et de plusieurs groupes subalternes qui sont soumis à un accès limité voire inexistant aux ressources sociales, et ainsi acquiert des valeurs sociales négatives (pauvreté, famine, maladie). La hiérarchie sociale basée sur les groupes se distingue de la hiérarchie basée sur l’individu en étant une stratification liée à une appartenance de groupe – racial, ethnique, religieuse – et non pas selon des caractéristiques individuelles telles que la force physique ou le leadership.

### La structure trimorphique de la hiérarchie sociale basée sur les groupes
Selon la TDS, la hiérarchie sociale basée sur les groupes s’établit selon une structure trimorphique, c’est-à-dire selon trois systèmes de stratification : l’âge, le genre et le système d’ensembles arbitraires.
(1) Le système d’âge est le fait qu’un sujet adulte détient davantage de privilège, de pouvoir, de richesse, de légitimité au sein de la sphère sociale, de valeurs sociales positives en somme, qu’un sujet enfant ou adolescent. (2) Le système de genre réfère au système patriarcal, soit le fait qu’un sujet homme possède davantage de pouvoir social et politique qu’un sujet femme. (3) Le système d’ensemble arbitraire est l’ensemble des groupes culturellement construits, que sont notamment les groupes ethniques, religieux, raciaux, régionaux ou encore de classe. Ces groupes sociaux sont arbitraires et ainsi diffèrent dans leurs définitions et leurs valeurs respectives – stratification – d’une société à une autre. À titre d’exemple, les auteurs de la TDS démontre qu’un sujet peut être considéré comme étant « noir » aux États-Unis au début du XIXe siècle parce qu’il possède une origine ethnique au moins à demi-africaine, alors qu’il sera défini comme étant « mulâtre » aux Caraïbes durant cette même période et sera même pensé comme étant « blanc » en Suède durant le XXe siècle. Aussi, les auteurs affirment que, hormis pour le système d’âge qui est évolutif avec les années, les deux autres systèmes de stratification sont relativement stables au cours de la vie d’un sujet. Le système d’ensemble arbitraire est de surcroît le plus à même de faire l’objet de violences et de répressions du fait même de son arbitrarité. Aussi peut-on penser pour illustrer aux génocides arméniens qui a été mené sur la base de l’origine ethnique et religieuse des sujets, mais aussi au massacre des Kurdes en Turquie pour ne citer qu’eux. 

### La stratification sociale par l’ensemble des groupes arbitraires: le surplus économique et l’exception des sociétés de chasseurs-cueilleurs
Si l’on retrouve le système de genre et d’âge universellement, la présence du système d’ensemble arbitraire fait exception dans les sociétés qui ne produisent pas de surplus économique. Aussi les sociétés de chasseurs-cueilleurs ne produisent pas de surplus économique – accumulation de nourriture, d’armes ou encore de peau de bête – du fait de leur mode de vie nomade. Cette absence de surplus économique engendre une absence de valeur sociale positive et ainsi une absence de stratification sociale. En effet, en l’absence de ressources à se disputer, il n’y aucune raison de mettre en place une société coercitive avec des autorités politiques mettant en place des relations économiques et sociales afin de répartir lesdites ressources. Aussi le surplus économique est une condition de production du système d’ensemble arbitraire.

## Les hypothèses de base de la Théorie de la Dominance Sociale
La Théorie de la dominance sociale est basée sur trois hypothèses principales : (1) Le système d’âge et de genre est de toute société tandis que le système d’ensemble arbitraire n’émerge que dans les sociétés à surplus économique. (2) Les conflits de groupe tels que le sexisme, le racisme ou encore le nationalisme sont le résultat du système de hiérarchie sociale basée sur les groupes. Autrement dit, la dominance sociale est à l’origine des comportements discriminants et plus largement des conflits entre les diverses groupes sociaux. (3) La hiérarchie sociale fait face à des forces contradictoires avec des influences qui vont renforcer le système en place (Hierarchy-Enhancing en anglais) et d’autres influences qui vont limiter la stratification sociale (Hierarchy-Attenuating en anglais).

## Les mécanismes d'oppression de la hiérarchie sociale basée sur les groupes
Considérant ces trois hypothèses principales, la TDS pose que les mécanismes de maintien de la hiérarchie sociale basée sur les groupes est le résultat de trois mécanismes : la discrimination individuelle agrégée, la discrimination institutionnelle agrégée et l’asymétrie comportementale.  

### La discrimination individuelle agrégée
La discrimination individuelle agrégée est un acte de discrimination d’un individu à un autre à cause de l’appartenance de groupe du sujet opprimé. Elle s’exprime dans la quotidienneté et se manifeste dans l’empêchement de l’individu discriminé d’accéder à un emploi, un lieu ou un service. Aussi les juifs ne pouvaient-ils pas accéder à certains espaces – magasins, cafés – durant la guerre de 45 parce que les commerçants leur en interdisaient l’accès.  

### La discrimination institutionnelle agrégée
La discrimination institutionnelle agrégée est une discrimination structurelle, c’est-à-dire occasionnée par des structures le plus souvent étatiques tels que les hôpitaux ou encore les tribunaux. Si elle n’est pas nécessairement consciente ou volontaire, elle est pourtant à l’origine de ce que les auteurs nomment la terreur systémique, c’est-à-dire des actes de discrimination de groupes dominants envers les groupes subalternes – actes de violences, de répressions, de menaces – et cela afin d’assoir leur position dans le système de domination sociale ainsi que la propriété exclusive des ressources sociales. Aussi cette terreur systémique prend diverses formes selon la TDS, que sont la terreur officielle, la terreur semi-officielle et la terreur officieuse. La terreur officielle est la propagation de menaces ou de sanctions par les institutions étatiques et cela afin de soumettre les groupes subalternes – l’apartheid en est un bon exemple. La terreur semi-officielle, quant à elle, est la perpétration par des agents d’État d’actes répressifs envers des minorités sans que cela ne revête de caractère officiel – pensons à la persécution du peuple ouïgour en ce cas. Enfin, la terreur non- officielle désigne des actes de violences d’un groupe dominant envers un groupe subalterne sans que l’État ne prenne part à ces actes. Sans en être des acteurs officiels, l’État peut en revanche donner un accord tacite à la répression, tels que dans le cas des lynchages du Ku Klux Klan d’après les auteurs. 

### L’asymétrie comportementale
L’asymétrie comportementale désigne la différence de comportement d’un sujet à un autre et cela en fonction de son appartenance de groupe. L’asymétrie comportementale est majoritairement le résultat de l’intégration des stéréotypes relatifs au groupe d’appartenance. À l’inverse d’autres théorisations sur la domination sociale – marxisme par exemple –, la TDS suggère que le maintien du système de hiérarchie sociale basée sur les groupes est aussi le fait d’une coopération de la part des subordonnées. Sans nier l’existence de révoltes sociales parfois violentes à l’encontre du système de domination, les auteurs de la TDS postulent que les groupes dominés font preuve d’une certaine obéissance et d’une acceptation à l’égard de la stratification sociale, ce qui expliquerait partiellement la pérennité du système. L’asymétrie comportementale adopte quatre formes : les préjugés asymétriques à l’égard du groupe interne, le favoritisme ou la déférence à l’égard du groupe externe, l’auto-dévalorisation et l’asymétrie idéologique.  

#### Les préjugés asymétriques
Les préjugés asymétriques à l’égard du groupe interne désigne le biais pro-endogroupe, c’est-à-dire le fait de privilégier son groupe d’appartenance. Seulement, les groupes dominants sont plus à même d’adopter ce type de comportement et à porter des stéréotypes positifs envers leurs groupes d’appartenance que les groupes dominés.

#### Le favoritisme ou la déférence à l’égard du groupe
Le favoritisme ou la déférence à l’égard du groupe externe désigne le comportement inverse au biais pro-endogroupe, soit le fait de privilégier les groupes externes plutôt que son groupe d’appartenance. Ce comportement est souvent le fait d’un sujet issu d’un groupe dominé qui a intégré les stéréotypes négatifs de son groupe d’appartenance ainsi que les stéréotypes positifs attribués aux groupes qui le dominent.  

#### L’auto-dévalorisation
L’auto-dévalorisation est le fait de projeter sur soi et son groupe d’appartenance des valeurs et une identité négative. Il s’agit ici de l’effet Golem ou effet Pygmalion inversé, une prophétie auto-réalisatrice qui consiste à adopter les comportements négatifs qui sont attribués par les discours externes, c’est-à-dire les stéréotypes associés à son groupes d’appartenance.  

#### L’asymétrie idéologique
L’asymétrie idéologique est le fait d’adhérer à des idéologies qui vont soit renforcer le système hiérarchique (Hierarchy-Enhancing) – tels que le sexisme, le patriarcat, le racisme –, soit l’atténuer (Hierarchy-Attenuating) telles que le socialisme. L’adhésion idéologique du sujet est concomitante à la position hiérarchique de son groupe d’appartenance, de sorte qu’un sujet dominant socialement va adhérer à des idéologies légitimant le système de domination sociale tandis que le sujet subalterne sera plus enclin à revendiquer des idéologies atténuant la hiérarchie sociale.

## Les mythes légitimateurs au sein de la théorie de la dominance sociale
Les mythes légitimateurs sont l’ensemble des normes, valeurs, croyances, idéologies, attitudes et stéréotypes socialement partagés. Ces mythes viennent réguler les mécanismes d’oppression (discrimination individuelle agrégée, discrimination institutionnelle agrégée, asymétrie comportementale) de la hiérarchie sociale basée sur les groupes. Aussi, ces mythes sont fonctionnels, selon qu’ils supportent (Hierarchy-Enhancing) ou atténuent (Hierarchy-Attenuating) le système de hiérarchie sociale basée sur les groupes. De ce fait, les mythes de l’ensauvagement, du grand remplacement, de la méritocratie servent des idéologies racistes et élitistes qui vont favoriser le système de domination sociale. D’autre part, le multiculturalisme, le socialisme et le féminisme servent des idéologies égalitaires qui vont à l’encontre de la hiérarchie sociale. Ces forces contradictoires se contrebalancent et permettent la stabilité du système de hiérarchie sociale basée sur les groupes. Bien que les mythes légitimateurs soient parfois corrélés aux positions politiques, – les mythes HE seraient de « droite » et les mythes HA de « gauche » –, des exemples tels que celui de la nomenklatura font exceptions. Aussi les dirigeants du parti communiste se servaient de mythes paternalistes – l’hégémonie dominante sert les intérêts des dominés incapables de défendre leurs intérêts – afin de justifier leur contrôle monopoliste de l’État. L’adhésion du sujet à des mythes légitimateurs HE ou HA est dépendante de sa disposition préalable à soutenir ou non la stratification sociale. Cette adhésion du sujet au système de hiérarchie fondée sur les groupes est mesurée par l’Orientation de Dominance Sociale (ODS) – Social Dominance Orientation (SDO) en anglais.      

## L'orientation de dominance sociale[2]

### Objectifs et méthodologie de l’Orientation de Dominance Sociale
L’Orientation de Dominance Sociale (ODS) mesure le degré d’adhérence d’un sujet pour la stratification sociale. L’étude principale visant à évaluer le niveau de ODS auprès d’individus est intervenue entre 1979 et 1996 et a été menée sur 45 échantillons, représentants un total de 18 741 répondants répartis sur 11 pays. L’Orientation de Dominance Sociale est analysée par le biais d’échelle de mesure contenant un ensemble d’énoncés détenant à part égales des affirmations pour et des affirmations contre l’égalité sociale. Diverses échelles de mesures ont été confectionnées avec les années, mais les études ont principalement été menées avec le ODS5 et ODS6.
L’échelle d’Orientation de Dominance Sociale (ODS6)
1. Certains groupes de personnes sont tout simplement inférieurs aux autres groupes. 
2. Pour obtenir ce que l’on veut, il est parfois nécessaire de faire usage de la force contre les autres groupes. 
3. C’est normal si certains groupes ont plus de chance dans la vie que les autres. 
4. Pour avancer dans la vie, il est parfois nécessaire de marcher sur les autres groupes. 
5. Si certains groupes restaient à leur place, nous aurions moins de problèmes. 
6. C’est probablement une bonne chose que certains groupes soient au sommet et que d’autres groupes soient en bas de l’échelle. 
7. Les groupes inférieurs devraient rester à leur place. 
8. Parfois, les autres groupes doivent être maintenus à leur place. 
9. Ca sera bien si les groupes pouvaient être égaux. 
10. L’égalité des groupes devrait être notre idéal. 
11. Tous les groupes devraient avoir les mêmes chances dans la vie. 
12. On devrait faire tout ce que peut pour égaliser les conditions des différents groupes. 
13. Accroissement de l’égalité sociale. 
14. Nous aurions moins de problèmes si nous traitions les gens plus équitablement. 
15. Nous devrions nous efforcer de rendre les revenus aussi égaux que possible. 
16. Aucun groupe ne devrait dominer dans la société.
Les répondants doivent évaluer sur une échelle de 1 à 7 leur niveau d’adhésion avec les énoncés formulés. Les réponses de 9 à 16 ont subis un renversement de code avant l’analyse de sorte que le score le plus élevé implique une très forte orientation de dominance sociale.

### Les influences de l’Orientation de la Dominance Sociale
D’après les auteurs de la TDS, la variabilité du niveau ODS d’un sujet en fonction de quatre variables : les expériences de sociabilisation, les contingences situationnelles, le tempérament du sujet et le genre. 
(1) L’expérience de socialisation démontre qu’un sujet issu d’un groupe dominant aura un score ODS élevé, cela s’expliquant par le fait que la stratification sociale lui est favorable en lui offrant un statut social valorisant et ainsi un accès privilégié aux valeurs sociales positives.
(2) Les contingences situationnelles démontrent que le score ODS varie en fonction du statut du groupe dans un certain contexte social. Aussi, un groupe n’aura pas le même groupe de comparaison d’un contexte social à un autre et ne sera pas non plus soumis aux mêmes stéréotypes de groupe. Le même groupe peut ainsi être soumis à des variations au sein de la stratification sociale et ne pas bénéficier de la même légitimité d’une situation sociale à une autre. En conséquence et en fonction du contexte sociale, le score ODS d’un sujet sera plus ou moins élevé selon le statut de son groupe d’appartenance au sein de la hiérarchie sociale.
(3) Les auteurs ne disposent de données concernant l’influence du tempérament sur le score ODS mais présume que les caractéristiques individuelles doivent jouer un rôle dans l’adhésion ou la non-adhésion du sujet à la hiérarchie sociale basée sur les groupes.
(4) La plupart des sociétés ayant toujours été dominés par un système patriarcal, les hommes ont une tendance significative à détenir un score ODS plus élevé que les femmes.

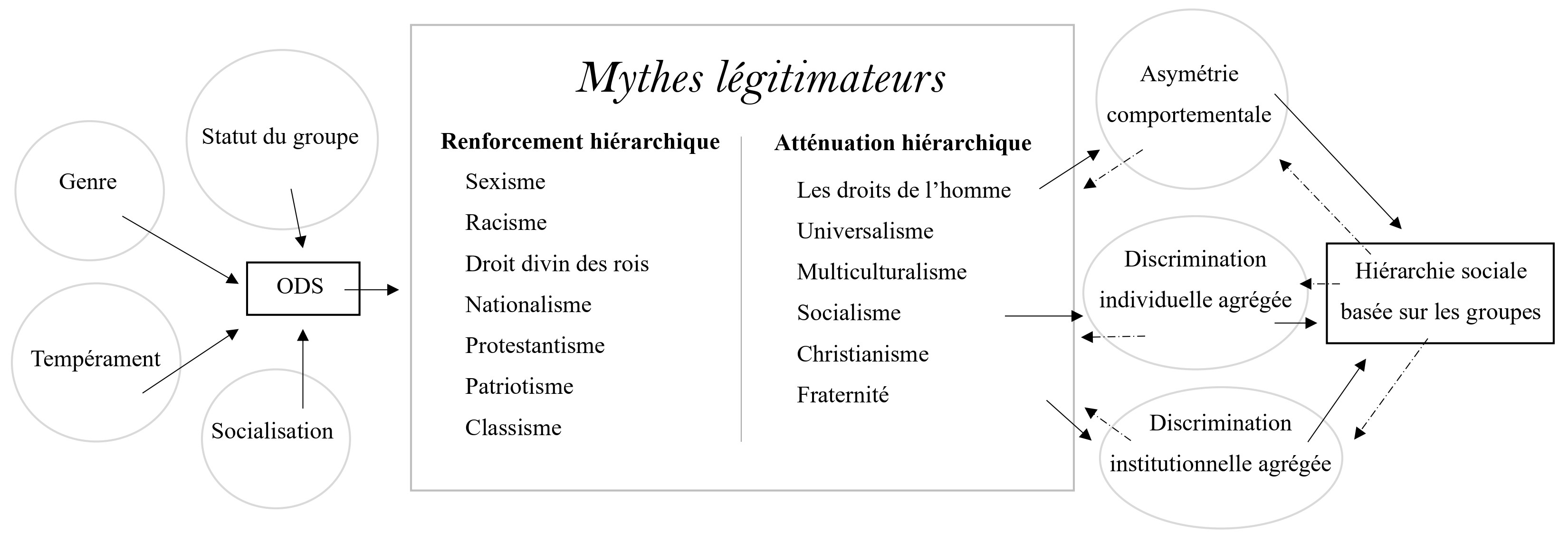
Ce tableau est une traduction française de la « Schematic overview of social dominance theory » de Sidanius & Pratto, 2001, p. 40

### Résultats de la recherche
L’analyse des données a démontré une corrélation entre un score ODS élevé et des comportements individuels que sont la sympathie à l’égard des groupes dominants, l’adhésion à des mythes légitimateurs renforçant la stratification sociale, le racisme, la misogynie, le conservatisme politique, l’attribution causale interne aux valeurs sociales négatives et les rôles sociaux d’autorité. Les sujets disposant d’une forte ODS démontrent de la sympathie pour l’ensemble des groupes dominants et non simplement pour son groupe d’appartenance. Cette première corrélation démontre que le score ODS est bien significatif d’une adhésion pour le système de hiérarchie sociale basée sur les groupes et non pas d’un éventuelle biais pro-endogroupe ou d’une misanthropie. Pour suite, tel qu’envisager par les auteurs, le score ODS est corrélée avec l’adhésion à certains mythes légitimateurs. Les sujets possédant une forte ODS ont une tendance plus élevée à souscrire à des mythes renforçant la hiérarchie sociale tels que le racisme, le sexisme ou encore le nationalisme. Aussi, les différenciations de groupe étant souvent d’origine raciale, un score ODS élevé témoigne d’une corrélation avec le racisme. Le système patriarcal aidant, le score ODS est également corrélé avec une perspective misogyne de la société. À ce titre, la forte ODS est aussi relative aux mythes de la culpabilité de la femme violée. Enfin, le conservatisme politique n’est pas sans rapport avec le score ODS car les sujets adhérant à la stratification sociale favorisent des politiques hégémoniques. Les auteurs de la TDS ont également démontré que l’ODS est également corrélée à l’attribution causale. Lors d’un questionnaire, des sujets d’origine ethnique américaine avaient pour consigne d’attribuer des causes internes – feignantise, capacités intellectuels limités – ou des causes externes – effet de la discrimination, manque d’accès à l’éducation – à la situation sociale défavorisée des individus de types noirs ou hispaniques. Aussi les analyses démontrent que la forte ODS est corrélée à une attribution causale interne à la domination sociale des groupes subalternes. D’autre part, il existe un lien étroit entre le score ODS et les rôles sociaux en ce que les personnes adhérant à la stratification sociale ont tendance à asseoir des positions sociales renforçant la hiérarchie sociale – tels que policiers, procureurs, chefs d’entreprise – et qu’à l’inverse, les individus à faible ODS s’établissent dans des rôles sociaux diminuant la hiérarchie sociale – tels que travailleurs sociaux.

### Conclusion de la recherche
La conclusion de la recherche est que l’ODS est un prédicteur de comportement sociaux atténuant ou renforçant la hiérarchie sociale basée sur les groupes. Ainsi, d’après le score ODS d’un sujet, nous pouvons prétendre connaître son système idéologique, son rôle social, et en fonction du contexte social, déterminer son groupe d’appartenance ainsi que les groupes qui seront sujets à sa discrimination.

## Applications de la recherche
Une étude de Chazal et Guimond publiée en 2003 interroge la Théorie de la Dominance Sociale au côté de la théorie de la reproduction des inégalités de Bourdieu afin d’appréhender le choix d’orientation scolaire d’élèves au secondaire ainsi que les rôles professionnelles envisagés. Menée sur un échantillon de 117 participants âgées de 14 à 17 ans, l’étude interroge des élèves français de seconde à l’aube de leur choix de filière scientifique, littéraire ou socio-économique. Afin de réaliser l’étude, les auteurs ont mesuré le choix d’orientation scolaire (littéraire, scientifique, socio-économique) sur une échelle de 1 (peu probable) à 7 (très probable), l’origine socioprofessionnelle par l’appartenance de classe – supérieure, moyenne, populaire – en renseignant la profession des parents et l’orientation de dominance sociale à partir d’une l’échelle ODS à 10 items. L’étude a démontré que la TDS était en mesure de prédire l’orientation scolaire de manière significativement plus fiable que la théorisation bourdieusienne de reproduction des inégalités. Ainsi, il existe une relation de causalité positive entre le choix d’orientation vers une filière scientifique et une orientation de dominance sociale élevée. En revanche, il n’existe pas de lien significatif entre l’origine socioprofessionnelle et le choix de filière scientifique, littéraire ou socio-économique : la moyenne d’intention d’orientation est semblable au sein de toutes les classes sociales. Aussi, les rôles professionnels hiérarchiques détiennent une corrélation positive avec la SDO : les élèves adhérant à la stratification sociale souhaitaient poursuivre vers des professions d’autorité. Encore ici, il n’existe pas de corrélation entre les rôles professionnelles et l’origine socioprofessionnelle. Enfin, les auteurs déclarent des différences de genre dans le choix d’orientation et des rôles professionnels, ce que la TDS est en mesure d’expliquer, contrairement à la théorie de reproduction des inégalités.

## Critiques
En 2003, Schmitt, Branscombe et Kappen publient un article dans le British Journal of Social Psychology afin de faire état d’approximation et d’incohérence au sein de la Théorie de Dominance Sociale. Les auteurs reprochent à la théorisation son inconsidération de la saillance des groupes dans l’esprit des répondants lors de la mesure ODS. Aux termes de deux études, les auteurs démontrent que l’ODS ne fait état d’une adhésion pour l’inégalité sociale en général, mais qu’elle est corrélée avec la saillance du groupe discriminé. Aussi démontrent-ils que le score ODS n’est lié au racisme que lorsque le répondant pense significativement à un groupe racisé durant le questionnaire. Idem pour la misogynie. D’autre part, les auteurs déplorent la non prise en considération du statut du groupe interrogé en fonction du contexte et sa conséquence sur le score ODS. En manipulant la saillance des groupes, les auteurs ont révélé que des élèves provenant d’universités concurrentes détenaient un score variable, selon qu’ils étaient présentés comme étant dominants (forte ODS) ou subalternes (faible ODS). Enfin, les auteurs suggèrent que le genre ne peut être considéré comme étant une donnée invariable et qu’à l’inverse, le genre devrait être introduit dans le système d’ensembles arbitraires. Aussi les auteurs ont démontré qu’en manipulant la saillance du groupe femme, en le présentant comme dominant du groupe homme, nous enregistrions un ODS plus élevé chez les femmes que chez les hommes. Conséquemment, les auteurs posent que le genre ne peut être considéré comme une donnée invariable et qu’aussi le penser ainsi profite à une vision naturaliste de la misogynie bien qu’elle soit contextuelle. Les auteurs suggèrent enfin que la Théorie de l’Identité Sociale (TIS) – Social Identity Theory (SIT) anglais – est plus à même d’expliquer les phénomènes de conflits de groupe car les comportements discriminants ne seraient pas le résultat d’une adhésion pour les inégalités sociales en général mais le produit de l’identité sociale, soit le fait qu’un sujet social appartenant à un groupe est soumis aux biais pro-endogroupe et défend son identité sociale en recourant à la discrimination. 
Les auteurs de la Théorie de la Dominance Sociale ont répondu à l’article de Schmitt, Branscombe et Kappen en expliquant que la critique faisait état d’une mécompréhension de la théorisation. Sidanius et Pratto écrivent à ce propos qu’ils ont « toujours considéré l’ODS comme étant multidéterminée et ne dépendant pas seulement du tempérament et de la personnalité de l'individu (par exemple, le niveau d'empathie), mais aussi de ses expériences de socialisation et de sa position relative au sein des hiérarchies sociales importantes basées sur le groupe ». Aussi, concernant le genre, des études postérieures ont démontré que le contexte social impactait significativement le statut des groupes issus du système d’ensemble arbitraires mais que le genre, pour sa part, faisait preuve d’une remarquable invariance dans le score ODS. Cela est probablement le résultat d’un contexte patriarcal généralisé qui est ainsi non soumis à des fluctuations contextuelles.